# مفارقة راسل

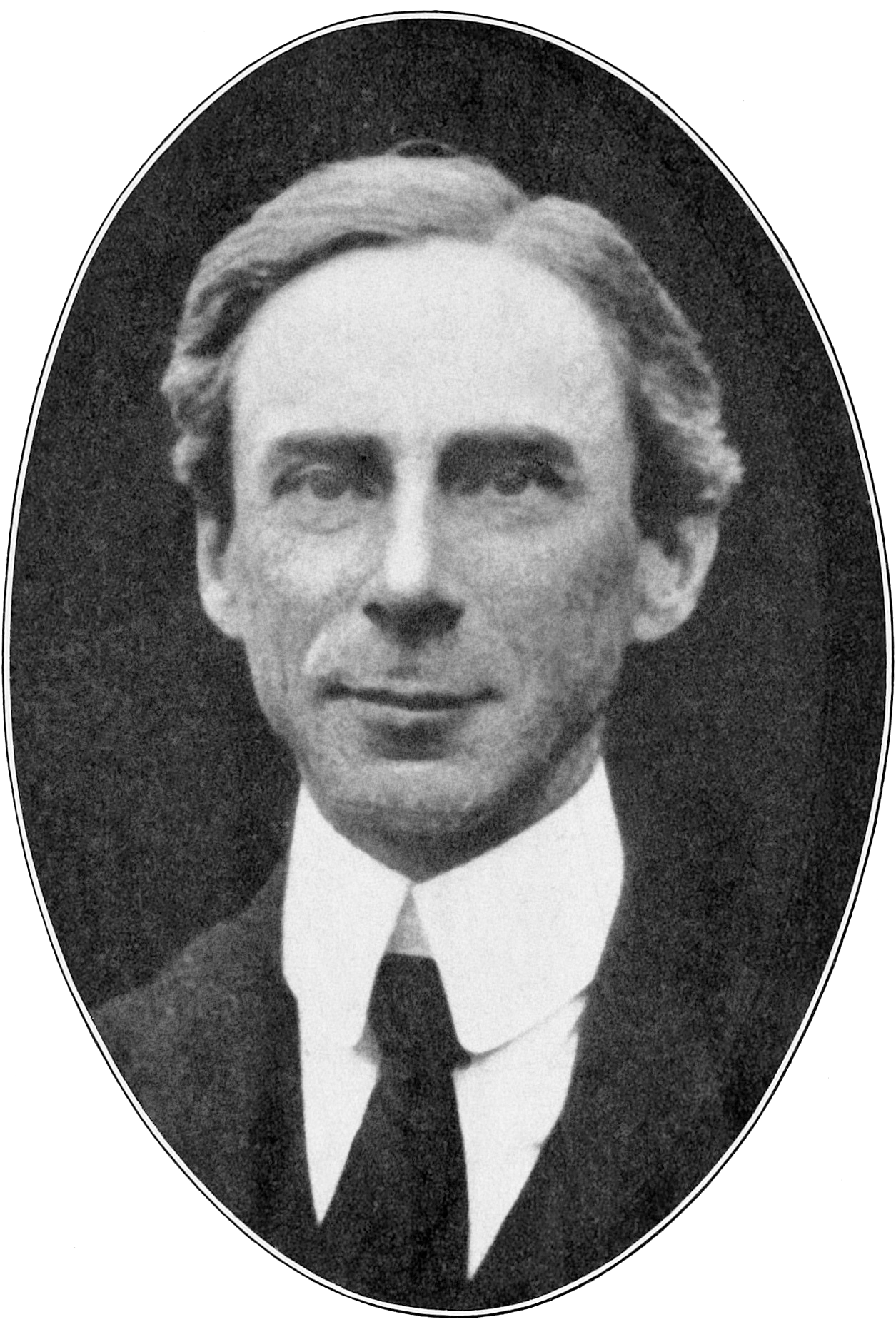

مُفَارَقَةُ رَاسِلْ (بالإنجليزية: Russell's paradox) والمعروفة أيضًا بـِتَنَاقُض قَوَانِينِ رَاسِلْ والتي وضعها برتراند راسل في عام 1901، توضّح أن نظرية المجموعات المبسطة التي وضعها جورج كانتور تؤدي إلى التناقض. وكانت نفس المفارقة قد اكتشفت من قِبل إرنست تسيرميلو قبل اكتشاف راسل لها بعام ولكنه لم ينشر الفكرة التي بقيت معروفة فقط لهيلبيرت، وهوسرل وأعضاء آخرين من جامعة غوتنغن.
وطبقًا لنظرية المجموعات المبسطة، فإن أية مجموعة معرفة هي مجموعة. افترض أن آر هي مجموعة لكل المجموعات التي لا تكوّن مجموعة بنفسها. وإذا كانت آر مؤهلة لتكون مجموعة بنفسها، فإنه يتعارض مع تعريفها الخاص كـمجموعة تحتوي على كل المجموعات ولا تكون مجموعة بنفسها. ومن ناحية أخرى، إذا كانت المجموعة لا تكون مجموعة بنفسها، فإنها تكون مؤهله لتكوين مجموعة بنفسها طبقًا لنفس التعريف. هذا التناقض هو مفارقة راسل.
وفي عام 1908، اقترحت طريقتين لتجنب التناقض، نظرية النمط (type theory) لراسل ونظرية زيرميلو للمجموعة (Zermelo set theory)، والاقتراح الأول أنشأ نظرية المجموعات البديهية (axiomatic set theory). ذهبت بديهيات زرميلو الي ما وراء بديهيات كوتلب فريج في الامتدادية ومجموعة التجريد (set abstraction) اللامحدودة، وطورت الي نظرية زرميلو- فرينكل (Zermelo–Fraenkel set theory) للكنسية المعاصرة (زي إف).

## تاريخها
اكتشف راسل المفارقة في شهر مايو أو يونيو من عام 1901. وذلك عبر تفسيره الخاص في كتابه «مقدمة في الفلسفة الرياضية» عام 1919، «حاول اكتشاف بعض العيوب في برهان كانتور بأنه لا يوجد عدد أصلي أكبر». وفي رسالة كتبها عام 1902، أعلن اكتشافه للمفارقة إلى جوتلوب فريجه في كتاب «مفهوم النص لفريجه» لعام 1879، ووضع صياغة للمشكلة من حيث المنطق ونظرية المجموعة، وعلى وجه الخصوص من حيث تعريف فريجه للوظيفة:     
«واجهتُ صعوبة في نقطة واحدة فقط. لقد ذكرتَ في (ص 17) أنه يمكن للوظيفة أيضًا، أن تعمل كعنصر غير محدد. هذا ما كنت أؤمن به سابقًا، لكن هذا الرأي يبدو مشكوكًا فيه الآن بسبب التناقض التالي، فليكن (دبليو) هو المَحْمول: أن يكون المَحْمول يعني ألا يكون محمولًا بشكل تلقائي. فهل يمكن أن يكون (دبليو) محمولًا إلى نفسه؟ وكل إجابة تتبع العكس. لذلك يجب أن نستنتج أن دبليو ليس محمولًا. وبالمثل، لا توجد فئة (ككل) لتلك الفئات التي لا ينتمي كل منها إلى مجموعته. من هذا أستنتج أنه في ظل حالات معينة، لا تشكل المجموعة المحددة الكُلية».
استمر راسل في تغطية ذلك بالتفصيل في كتابه «مبادئ الرياضيات» عام 1903، إذ كرر أول اكتشاف له مع المفارقة:
«قبل ترك الأسئلة الأساسية، من الضروري دراسة التناقض المفرد الذي ذُكر بالفعل، بشكل أكثر تفصيلاً، فيما يتعلق بالمصطلحات التي لا يمكن التنبؤ بها. قد أذكر أنني قُدمت إليه في محاولة لإصلاح برهان كانتور...»
كتب راسل إلى فريجه حول المفارقة عندما كان فريجه يجهز المجلد الثاني من كتابه، رد فريجه على راسل بسرعة كبيرة؛ ظهرت رسالته المؤرخة 22 يونيو من عام 1902، مع تعليق فان هيجينورت في (هيجينورت 1967: 126-127). ثم كتب ملحقًا يعترف فيه بالمفارقة، واقترح حلاً يؤيد راسل في مبادئه الخاصة بالرياضيات، ولكن اعتبره البعض لاحقًا غير مرضٍ. من جانبه، عمل راسل على إضافة ملحق يشرح فيه نظرية الأنماط.

قدم إرنست تسيرميلو (1908) في كتابه (1908) دليلًا جديدًا على إمكانية الترتيب الجيد (الذي نُشر بالتزامن مع كتابه «نظرية المجموعة البديهية الأولى») ادعاءً باكتشاف مسبق للتضاد الموجود في نظرية المجموعة الأولية لكانتور. يقول: «ومع ذلك، حتى الشكل الأولي الذي أعطاه راسل إلى مجموعة التناقضات النظرية كان يمكن أن يقنعهم [كونيغ، جوردان، ف. بيرنشتاين] بأن حل هذه الصعوبات ليس في الاستسلام إلى الترتيب الجيد ولكن فقط في التقييد المناسب لمفهوم المجموعة». والهامش 9 من الكتاب هو المكان الذي يراهن فيه على ادعائه:
«ومع ذلك، فقد اكتشفت هذا التناقض بنفسي، بشكل مستقل عن راسل، ونقلته إلى الأستاذ هيلبرت من بين الآخرين قبل عام 1903» ص. 366 - 368، 1903.
أرسل فريجه نسخة من كتابه القوانين الأساسية للحساب إلى هيلبرت؛ وأشار المجلد الأخير إلى المفارقة التي نقلها راسل إلى فريجه. وبعد استلام المجلد الأخير من فريجه، في 7 نوفمبر من عام 1903، كتب هيلبرت رسالة إليه قال فيها، في إشارة إلى مفارقة راسل: «أعتقد أن الدكتور تسيرميلو اكتشفها منذ ثلاث أو أربع سنوات». اكتُشِف كتاب عن تفسير تسيرميلو الفعلي ضمن إرث الفيلسوف إدموند هوسرل.

## وصلات خارجية
- Russell's Paradox at Cut-the-Knot
- Stanford Encyclopedia of Philosophy: "Russell's Paradox" – by A. D. Irvine.